# Stanovojbergen
Stanovojbergen, även kända som Yttre Hingganbergen, är en bergskedja, som ingår i den naturgeografiska regionen Sydsibiriska bergen och administrativt i Fjärran österns federala distrikt i Ryssland. De bildar en fortsättning av de från Mongoliets gräns utgående Jablonovbergen. De sträcker sig på gränsen mellan Amur oblast och Chabarovsk kraj i söder och öster samt provinsen Sacha-republiken i norr och öster ganska jämlöpande med och ofta på ringa avstånd från östra kusten, tills de vid Ochotska havets innersta del böjer sig mot norr.
De bildar vattendelaren mellan Norra Ishavet
och Stilla havet och är ytterst branta. Bergskedjan utgjorde därför gränsen mellan Ryska imperiet och Qingimperiet enligt Fördraget i Nertjinsk 1689, ända till dess att gränserna ändrades till Rysslands fördel i samband med Fördraget i Aigun 1858.